# 胡芳
胡 芳（こ ほう、生没年不詳）は、中国西晋の武帝司馬炎の貴嬪（側室）。雍州安定郡臨涇県の人。父は武人の胡奮。

## 生涯
泰始9年（273年）、武帝は全国から後宮の女を5千人選び、その中から一番美しい女たちに自ら赤い絹を結んだ。胡芳はその一人に選ばれ、声を上げて大泣きした。周囲の人が制止し、「陛下に聞こえてしまう」と言った。胡芳は「死もいとわない！ 陛下に何を怖れるの？」と答えた。武帝は洛陽令の司馬肇を派遣し、策書をもって胡芳を貴嬪（最高階の妃嬪）に立てた。
胡芳は皇后の楊艶（武元皇后）に次ぐ待遇を受けた。しかし楊艶は胡芳を厭い、翌泰始10年（274年）、臨終に際して再従妹の楊芷（武悼皇后）を次の皇后に立てるよう懇願した。
武帝は常々胡芳に相談する事があり、その言葉は飾り気がなく率直であり、入退室の仕草には雅さがあった。時に武帝には多くの寵姫があり、呉を平定した後はさらに孫晧の女官を後宮に納め、後宮の官女はまさに一万人となった。並びに寵愛ある者は甚だしく大勢であり、武帝はどの女性と会えばよいかわからず、常に羊車に乗り羊の好きなように行かせ、羊が止まったところにいる女性と同衾した。女官はその羊を自身の部屋の前に止まらせるため竹の葉を戸にはさみ、塩水を地面に垂らして帝の車を引きとめた。しかしながら、そういった細工をしない胡芳に最も寵愛があり、ほとんどその寝室において寵愛を独占し、侍従および衣服装飾品の豪華さは皇后に次いでいた。
武帝がかつて投壺の遊びをした時、胡芳が矢で武帝の指を傷つける。武帝が怒っていう。「さすがは将種(武門の家柄)、血は争えぬ｣　胡芳は言い返す。「北に公孫を伐ち西に諸葛を拒ぐ。将種にあらずして何ぞ｣　 祖父胡遵の武勲を語り肯定する。胡遵の上官は司馬懿、いうまでもなく武帝の祖父である。陛下もまた将種では。思い当たった武帝はおおいに恥じ入ったという。

## 女子
- 武安公主（中国語版） - 温裕に嫁ぐが、異母姉妹の広平公主（中国語版）とともに永嘉の乱の際に凌辱された。

## 伝記資料
- 『晋書』巻31 列伝 后妃上